# Initiativet för säkert och tryggt spelande på Internet
Initiativet för säkert och tryggt spelande på Internet är ett initiativ i USA som vill främjar individens frihet att spela på nätet i syfte att skapa garantier för att skydda konsumenterna och se till att de finansiella transaktionerna är lagliga och säkra.

## Bakgrund
Initiativet grundades av en koalition av medlemmar som stöder insatser för att legalisera spel på internet, vilket skulle göra det möjligt att reglera det ordentligt. Sådana lagförslag har föreslagits i representanthuset av representant Barney Frank (D-MA) och representant Jim McDermott (D-WA). Sedan det skapades 2007 har mer än 1 200 personer registrerat sitt stöd för initiativet för att legalisera och reglera onlinespel.
År 2013 lade representant Joe Barton fram Poker Freedom Act som förbjöd användningen av kreditkort för internetpoker. Safe and Secure Internet Gambling Initiative vädjar till representanten att ompröva förbudet mot kreditkortsinsättningar för att skydda konsumenterna.